# تپه قلاتنوردر
تپه قلا تنوردر مربوط به دوره ساسانیان - دوره اشکانیان - دوره آل بویه - دوره ایلخانی است و در شهرستان دورود، بخش مرکزی، دهستان ژان، ۷۰۰ متری شمال غربی روستای تنودر واقع شده و این اثر در تاریخ ۶ اسفند ۱۳۸۵ با شمارهٔ ثبت ۱۷۳۹۱ به‌عنوان یکی از آثار ملی ایران به ثبت رسیده است.